# Svenska Kalkonakademin
Svenska Kalkonakademin, skämtsam sammanslutning av organisatörerna bakom kalkonfilmfestivalen 1986. Kalkonakademin verkade 1988 och ett par år framåt, varunder man utsåg de sämsta filmerna och TV-programmen i Sverige. Såväl sammanslutningen som festivalen avsomnade ca 1989 och istället arrangerade man Stockholms Filmfestival.